# Women’s National Basketball Association
A Women’s National Basketball Association (WNBA) észak-amerikai profi kosárlabdaliga, amelyben 12 csapat játszik. A ligát 1996. április 22-én alapították a National Basketball Association (NBA) női párja. Az alapszakaszt májustól szeptemberig játsszák, míg az All Star-gálát június közepén tartják. A döntő szeptember végén és október elején kerül megrendezésre.
Hét WNBA-csapatnak van közvetlen NBA-csapata, amelyek ugyanabban az arénában játszanak: az Indiana Fever, a Washington Mystics, a Minnesota Lynx, a New York Liberty, a Golden State Valkyries, a Phoenix Mercury és a 2026-ban csatlakozó Toronto Tempo. Az Atlanta Dream, a Chicago Sky, a Dallas Wings és a Los Angeles Sparks ugyanabban a városban játszanak, mint NBA-csapatok, de tulajdonosaik különböznek. A minden szempontból független franchise-ok a Connecticut Sun, a Las Vegas Aces és a Seattle Storm.

## Formátum

### Alapszakasz
A csapatok májusban kezdenek el edzeni, amely lehetőséget ad az edzőknek, hogy döntést hozzanak a 12 fős keretről a szezonra. Ezt követően tartanak néhány edzőmeccset.
A WNBA alapszakasza májusban kezdődik. Minden csapat 36 meccset játszik, 18-at otthon, 18-at idegenben. Minden csapat három saját főcsoportban szereplő csapattal négyszer mérkőzik meg, míg a maradékkal háromszor. A főcsoporton kívül játszó csapatokkal háromszor mérkőznek meg. Mint az NBA-ben, minden csapat játszik legalább egyszer idegenben és otthon minden csapat ellen.
Az olimpia éveiben a WNBA szünetet tart a szezon közepén, hogy játékosai részt vehessenek válogatott csapataikkal.

### Rájátszás
A WNBA-rájátszás általában szeptember végén kezdődik, kivéve azon években, mikor megrendezésre kerül a FIBA Világbajnokság. A nyolc legjobb csapat (főcsoporttól függetlenül) egymás ellen. 2016 óta a Verizon a rájátszás szponzora.
Az első két körben összesen egy meccset játszik minden csapat, amely meccsek után az egyik csapat továbbjut, a másik kiesik. Az első körben az ötödik játszik a nyolcadik, a hatodik a hetedik ellen, míg a második körben a harmadik játszik a legalacsonyabb helyezettel, aki továbbjutott az első körből, a negyedik pedig a magasabb helyezettel. Az elődöntőben játszik először az első és a második helyezett. A korábbi a legalacsonyabb helyezettel, aki továbbjutott, míg a második a legmagasabbal. Ezen meccseken derülnek ki a WNBA-döntő szereplői. Az elődöntő és a döntő három győzelemig tart. Az elődöntőben az egyik csapat az első, a második és az ötödik meccsen játszik hazai pályán, míg a másik a harmadik és negyediken. Ez a formátum 2016 óta van használatban.

### Döntő
A döntő három győztes mérkőzésig tart, a két elődöntő győztesei játsszák. Októberben játsszák. A győztes csapat minden tagja kap egy bajnoki gyűrűt, a döntő legjobb játékosának átadják a WNBA-döntő Most Valuable Player díjat. Ebben a körben az egyik csapat az első, a második és az ötödik meccsen játszik hazai pályán, míg a másik a harmadik és negyediken. Ez a formátum 2005 óta van használatban.

## Csapatok
| Főcsoport | Csapat                 | Város                     | Aréna                          | Kapacitás | Csatlakozott | Vezetőedző          |
| --------- | ---------------------- | ------------------------- | ------------------------------ | --------- | ------------ | ------------------- |
| Keleti    | Atlanta Dream          | College Park, Georgia     | Gateway Center Aréna           | 3 500     | 2008         | Tanisha Wright      |
| Keleti    | Chicago Sky            | Chicago, Illinois         | Wintrust Aréna                 | 10 387    | 2006         | Teresa Weatherspoon |
| Keleti    | Connecticut Sun        | Uncasville, Connecticut   | Mohegan Sun Aréna              | 9 323     | 1999         | Stephanie White     |
| Keleti    | Indiana Fever          | Indianapolis, Indiana     | Gainbridge Fieldhouse          | 17 923    | 2000         | Christie Sides      |
| Keleti    | New York Liberty       | Brooklyn, New York        | Barclays Center                | 17 732    | 1997         | Sandy Brondello     |
| Keleti    | Washington Mystics     | Washington, D.C.          | Entertainment and Sports Aréna | 4 200     | 1998         | Eric Thibault       |
| Nyugati   | Dallas Wings           | Arlington, Texas          | College Park Center            | 7 000     | 1998*        | Latricia Trammell   |
| Nyugati   | Golden State Valkyries | San Francisco, Kalifornia | Chase Center                   | 18 064    | 2025         | Ismeretlen          |
| Nyugati   | Las Vegas Aces         | Paradise, Nevada          | Michelob Ultra Aréna           | 12 000    | 1997         | Becky Hammon        |
| Nyugati   | Los Angeles Sparks     | Los Angeles, Kalifornia   | Crypto.com Arena               | 18 997    | 1997         | Curt Miller         |
| Nyugati   | Minnesota Lynx         | Minneapolis, Minnesota    | Target Center                  | 19 356    | 1999         | Cheryl Reeve        |
| Nyugati   | Phoenix Mercury        | Phoenix, Arizona          | PHX Arena                      | 18 422    | 1997         | Nate Tabbitts       |
| Nyugati   | Seattle Storm          | Seattle, Washington       | Climate Pledge Arena           | 18 100    | 2000         | Noelle Quinn        |

### Jövőbeli csapatok
| Csapat                    | Város                      | Stadion              | Befogadóképesség | Csatlakozás | Edző       |
| ------------------------- | -------------------------- | -------------------- | ---------------- | ----------- | ---------- |
| Portland Fire             | Portland, Oregon           | Moda Center          | 19 393           | 2026        | Ismeretlen |
| Toronto Tempo             | Toronto, Ontario           | Coca-Cola Coliseum   | 8 700            | 2026        | Ismeretlen |
| Clevelandi WNBA-csapat    | Cleveland, Ohio            | Rocket Arena         | 19 432           | 2028        | Ismeretlen |
| Detroiti WNBA-csapat      | Detroit, Michigan          | Little Caesars Arena | 20 332           | 2029        | Ismeretlen |
| Philadelphiai WNBA-csapat | Philadelphia, Pennsylvania | Xfinity Mobile Arena | 21 000           | 2030        | Ismeretlen |

### Áthelyezett csapatok
- Detroit Shock – 1998–2009 (áthelyezve: Tulsa, Oklahoma)
- Orlando Miracle – 1999–2002 (áthelyezve: Uncasville, Connecticut)
- Utah Starzz – 1997–2002 (áthelyezve: San Antonio, Texas)
- Tulsa Shock – 2010–2015 (áthelyezve: Arlington, Texas)
- San Antonio Stars – 2003–2017 (áthelyezve: Las Vegas, Nevada)

### Megszűnt csapatok
- Charlotte Sting – 1997–2006
- Cleveland Rockers – 1997–2003
- Houston Comets – 1997–2008
- Miami Sol – 2000–2002
- Portland Fire – 2000–2002
- Sacramento Monarchs – 1997–2009

## Győztesek
A Houston Comets, a Minnesota Lynx és a Seattle Storm rendelkezik a legtöbb bajnoki címmel, néggyel. A Comets 2008-ban megszűnt. A Lynx szerepelt a legtöbbször a döntőben, hétszer. 2024 kivételével minden szereplésük a 2011 és 2017 közötti hét évben történt.
| Csapat                                       | Gy | V | Össz. | Győztes évek           | Vesztes évek                 |
| -------------------------------------------- | -- | - | ----- | ---------------------- | ---------------------------- |
| Minnesota Lynx                               | 4  | 3 | 7     | 2011, 2013, 2015, 2017 | 2012, 2016, 2024             |
| Houston Comets (megszűnt: 2008)              | 4  | 0 | 4     | 1997, 1998, 1999, 2000 | –                            |
| Seattle Storm                                | 4  | 0 | 4     | 2004, 2010, 2018, 2020 | –                            |
| Los Angeles Sparks                           | 3  | 2 | 5     | 2001, 2002, 2016       | 2003, 2017                   |
| Phoenix Mercury                              | 3  | 2 | 5     | 2007, 2009, 2014       | 1998, 2021                   |
| Detroit Shock (jelenleg: Dallas Wings)       | 3  | 1 | 4     | 2003, 2006, 2008       | 2007                         |
| Las Vegas Aces (korábban: San Antonio Stars) | 2  | 2 | 4     | 2022, 2023             | 2008, 2020                   |
| New York Liberty                             | 1  | 5 | 6     | 2024                   | 1997, 1999, 2000, 2002, 2023 |
| Indiana Fever                                | 1  | 2 | 3     | 2012                   | 2009, 2015                   |
| Sacramento Monarchs (megszűnt: 2009)         | 1  | 1 | 2     | 2005                   | 2006                         |
| Washington Mystics                           | 1  | 1 | 2     | 2019                   | 2018                         |
| Chicago Sky                                  | 1  | 1 | 2     | 2021                   | 2014                         |
| Connecticut Sun                              | 0  | 4 | 4     | –                      | 2004, 2005, 2019, 2022       |
| Atlanta Dream                                | 0  | 3 | 3     | –                      | 2010, 2011, 2013             |
| Charlotte Sting (megszűnt: 2006)             | 0  | 1 | 1     | –                      | 2001                         |

## Magyarok a WNBA-ben
A WNBA-ben eddig öt magyar kosárlabdázó játszott:
- Iványi Dalma: 1999–2006 (Utah Starzz, Phoenix Mercury, San Antonio Silver Stars)
- Nagy Andrea: 1999–2002; 2023 (Washington Mystics, New York Liberty, Sacramento Monarchs)
- Újhelyi Petra: 2003 (Detroit Shock)
- Határ Bernadett: 2021; 2023 (Indiana Fever, Connecticut Sun)
- Juhász Dorka: 2023–napjainkig (Minnesota Lynx)